# Barbus carpathicus
Barbus carpathicus е вид лъчеперка от семейство Шаранови (Cyprinidae). Видът не е застрашен от изчезване.

## Разпространение
Разпространен е в Полша, Румъния, Словакия, Украйна, Унгария и Чехия.

## Описание
На дължина достигат до 27 cm.
Популацията на вида е намаляваща.